# Basz Bolagh
Basz Bolagh – wieś w Iranie, w ostanie Azerbejdżan Zachodni, w szahrestanie Mijandoab. W 2006 roku liczyła 168 mieszkańców.